# Pływanie na Mistrzostwach Świata w Pływaniu 2017 – 4 × 200 m stylem dowolnym kobiet
Sztafeta 4 × 200 m stylem dowolnym kobiet – jedna z konkurencji, która odbyła się podczas Mistrzostw Świata w Pływaniu 2017. Eliminacje i finał miały miejsce 27 lipca.
Sztafeta amerykańska w składzie: Leah Smith, Mallory Comerford, Melanie Margalis, Katie Ledecky wywalczyła tytuł mistrzyń świata, uzyskawszy czas 7:43,39. Srebrny medal zdobyły Chinki (7:44,96). Brąz wywalczyły Australijki (7:48,51), wyprzedzając o 0,08 s sztafetę rosyjską (7:48,59).

## Rekordy
Przed zawodami rekordy świata i mistrzostw wyglądały następująco:
| Rekord                              | Reprezentacja     | Czas    | Miejsce  | Data             |       |
| ----------------------------------- | ----------------- | ------- | -------- | ---------------- | ----- |
| Rekord świata                       | Chiny             | 7:42,08 | Rzym     | 30 lipca 2009    |       |
| Rekord mistrzostw świata            | Chiny             | 7:42,08 | Rzym     | 30 lipca 2009    |       |
| Rekord świata juniorek              | Australia         | 7:56,68 | Singapur | 25 sierpnia 2015 |       |
| Najlepszy wynik w stroju tekstylnym | Stany Zjednoczone | 7:42,92 | Londyn   | 1 sierpnia 2012  | [ 2 ] |

## Wyniki

### Eliminacje
Eliminacje rozpoczęły się 27 lipca o 10:48.
| Miejsce | Tor | Państwo           | Zawodniczka | Czas    | Uwagi |
| ------- | --- | ----------------- | --- | ------- | ----- |
| 1.      | 6   | Chiny             | Zhang Yuhan (1:57,13) Liu Zixuan (1:56,82) Wang Jingzhuo (1:59,09) Shen Duo (1:58,71)                              | 7:51,75 | Q     |
| 2.      | 8   | Japonia           | Chihiro Igarashi (1:58,74) Rikako Ikee (1:58,53) Tomomi Aoki (1:58,64) Aya Takano (1:57,76)                        | 7:53,67 | Q     |
| 3.      | 4   | Stany Zjednoczone | Melanie Margalis (1:56,58) Cierra Runge (1:59,17) Hali Flickinger (1:58,46) Madisyn Cox (1:59,52)                  | 7:53,73 | Q     |
| 4.      | 5   | Australia         | Madison Wilson (1:57,88) Kotuku Ngawati (1:58,82) Shayna Jack (1:58,77) Leah Smith (1:59,27)                       | 7:54,74 | Q     |
| 5.      | 1   | Holandia          | Robin Neumann (1:59,00) Femke Heemskerk (1:56,51) Esmee Vermeulen (1:59,09) Marjolein Delno (2:00,56)              | 7:55,16 | Q     |
| 6.      | 2   | Rosja             | Darja Ustinowa (1:59,00) Wiktorija Andriejewa (1:57,95) Anastasija Gużenkowa (2:00,06) Arina Opionyszewa (1:58,66) | 7:55,67 | Q     |
| 7.      | 1   | Węgry             | Ajna Késely (1:58,60) Evelyn Verrasztó (1:58,90) Zsuzsanna Jakabos (1:57,54) Fanni Gyurinovics (2:00,73)           | 7:55,77 | Q     |
| 8.      | 3   | Kanada            | Katerine Savard (1:59,16) Mary-Sophie Harvey (1:59,39) Rebecca Smith (1:58,54) Kayla Sanchez (1:59,40)             | 7:56,49 | Q     |
| 9.      | 0   | Włochy            | Alice Mizzau (1:59,56) Stefania Pirozzi (1:59,58) Anna Mascolo (2:01,68) Simona Quadarella (2:02,00)               | 8:02,82 |       |
| 10.     | 9   | Dania             | Signe Bro (2:01,29) Marina Hansen (2:00,56) Maj Howardsen (2:02,38) Anina Lund (2:02,44)                           | 8:06,67 |       |

### Finał
Finał odbył się 27 lipca o 19:16.
| Miejsce | Tor | Państwo           | Zawodniczka | Czas    | Uwagi |
| ------- | --- | ----------------- | --- | ------- | ----- |
| 1. !    | 3   | Stany Zjednoczone | Leah Smith (1:55,97) Mallory Comerford (1:56,92) Melanie Margalis (1:56,48) Katie Ledecky (1:54,02)            | 7:43,39 |       |
| 2. !    | 4   | Chiny             | Ai Yanhan (1:56,62) Liu Zixuan (1:56,34) Zhang Yuhan (1:56,54) Li Bingjie (1:55,46)                            | 7:44,96 |       |
| 3. !    | 6   | Australia         | Madison Wilson (1:57,33) Emma McKeon (1:56,26) Kotuku Ngawati (1:58,31) Ariarne Titmus (1:56,61)               | 7:48,51 |       |
| 4.      | 7   | Rosja             | Wieronika Popowa (1:55,95) Wiktorija Andriejewa (1:57,48) Darja Ustinowa (1:56,93) Arina Opionyszewa (1:58,23) | 7:48,59 | NR    |
| 5.      | 5   | Japonia           | Chihiro Igarashi (1:57,84) Rikako Ikee (1:57,38) Tomomi Aoki (1:57,72) Aya Takano (1:57,49)                    | 7:50,43 | NR    |
| 6.      | 1   | Węgry             | Ajna Késely (1:58,62) Zsuzsanna Jakabos (1:58,09) Evelyn Verrasztó (1:58,34) Katinka Hosszú (1:56,28)          | 7:51,33 |       |
| 7.      | 2   | Holandia          | Robin Neumann (1:58,83) Femke Heemskerk (1:55,46) Esmee Vermeulen (1:59,55) Marjolein Delno (2:00,45)          | 7:54,29 |       |
| 8.      | 8   | Kanada            | Mary-Sophie Harvey (1:58,57) Rebecca Smith (1:58,70) Katerine Savard (1:58,23) Mackenzie Padington (2:00,07)   | 7:55,57 |       |